# Батыргазиев, Альберт Ханбулатович
Альберт Ханбулатович Батыргазиев (род. 23 июня 1998, с. Геметюбе, Дагестан, Россия) — российский боксёр, по происхождению ногаец, выступающий в полулёгкой, во второй полулёгкой и в лёгкой весовых категориях. Представляет Ханты-Мансийский автономный округ и республику Дагестан. Заслуженный мастер спорта России (2021), член национальной сборной России, чемпион Олимпийских игр 2020 года, четырёхкратный чемпион России (2017, 2018, 2019, 2020) в любителях. Победитель командного полупрофессионального турнира «Лига бокса. Интерконтинентальный Кубок» (2022).
Среди профессионалов временный чемпион WBA во 2-м полулёгком весе, бывший чемпион Евразии по версии EBP (2022) в лёгком весе. И бывший чемпион по версии IBF Inter-Continental (2021—2023), чемпион Европы по версии WBO European (2021—н. в.) и чемпион Евразии по версии EBP (2021) в полулёгком весе. Бывший чемпион Азии по версии WBA Asia (2020) во 2-м полулёгком весе.
Лучшая позиция по рейтингу BoxRec — 4-я (август 2024) и являлся 1-м среди российских боксёров лёгкой весовой категории, — входя в ТОП-5 лучших легковесов всей планеты.

## Биография
Родился 23 июня 1998 года в селе Геметюбе в Дагестане (Россия). По национальности ногаец. В 6 лет переехал из Дагестана в Нижневартовск, где проживает по сей день.
Выступает за клуб ЦСКА, служит в спортивной роте, и носит воинское звание «прапорщик».

## Любительская карьера
С восьми лет увлёкся восточными единоборствами. Сначала посещал занятия по кикбоксингу, которым занимался в течение девяти лет. В 2016 году, имея мечту об участии в Олимпийских играх, поменял вид спорта и начал заниматься боксом. Три года его тренировал Руслан Рамисович Куштанов.

### 2017—2018 годы
В 2017 году на чемпионате России по боксу в первом же поединке Батыргазиев боксировал с бронзовым призёром Олимпиады 2016 года Владимиром Никитиным. Одержал победу и стал чемпионом России. В финале боксировал с Артуром Субханкуловым. Также был признан лучшим боксёром чемпионата.
В 2018 году на Международном турнире по боксу в весовой категории до 60 килограмм, который проходил в Санкт-Петербурге, стал победителем. Позднее занял 2-е место в Первенстве Европы по боксу среди юниоров.
В июле 2018 года после нескольких побед в международных турнирах получил спортивное звание мастер спорта России международного класса.
На чемпионате России 2018 года выиграл в своей весовой категории и стал двукратным чемпионом страны. В финале оказался сильнее серебряного призёра Евроигр-2019 и чемпионата Европы Габила Мамедова.

### 2019 год
Тренерский штаб сборной России принял решение включить Альберта в состав сборной России на чемпионат мира 2019 года в Екатеринбурге. В 1/16 финала победил болгарина Бояна Асенова единогласным решением судей. В 1/8 финала победил аргентинца Мирко Куэлло единогласным решением судей. В четвертьфинале уступил кубинскому боксёру Ласаро Альваресу.
На чемпионате России 2019 года выиграл в весовой категории до 57 кг и стал трёхкратным чемпионом страны. В финале Альберт победил трёхкратного чемпиона России и победителя Евроигр-2015 Бахтовара Назирова.

### 2020—2021 годы
В 2020 году успел завоевать олимпийскую лицензию на квалификационном турнире в Лондоне, незавершённом из-за пандемии COVID-19.
В апреле 2021 года стал победителем в весе до 60 кг международного турнира «Кубок Губернатора Санкт-Петербурга», в финале победив опытного узбекистанца Абдумалика Халокова.
На Олимпийских играх в Токио, которые проходили летом 2021 года, Альберт в весовой категории до 57 кг сумел дойти до финала. В финале сумел победить американского боксёра Дюка Рэгана, завоевав золотую медаль Игр.

## Профессиональная карьера
3 июля 2020 года состоялся его профессиональный дебют, когда он в 10-раундовом бою досрочно победил опытного соотечественника Армена Атаева (5-1-1), команда которого отказалась выходить на 8-й раунд, и в первом же профессиональном бою завоевал титул чемпиона Азии по версии WBA Asia во 2-м полулёгком весе.
22 августа 2020 года в Казани (Россия), во втором профессиональном бою, досрочно техническим нокаутом в 10-м раунде победил чемпиона Евразии по версии EBP небитого киргиза Эржана Тургумбекова (8-0-1).
24 декабря 2021 года в Москве (Россия) досрочно, техническим нокаутом в 4-м раунде, победил опытного венесуэльца Франклина Мансанилью (20-7), и завоевал вакантные титулы чемпиона по версии IBF Inter-Continental и чемпиона Евразии по версии EBP в полулёгком весе.
В июне 2022 года в составе команды Сборной России стал победителем коммерческого командного Интерконтинентального Кубка «Лига бокса» прошедшего в Москве, и организованного букмекерской компанией «Лига Ставок» и телеканалом «Первый канал». Кубок прошёл по полупрофессиональным правилам: проходили 4-раундовые бои по профессиональным правилам, но в мягких любительских боксёрских перчатках. Из-за травмы Батыргазиев участвовал только в одном из четырёх турнире этого Кубка выступая в весе до 63 кг, и победил техническим нокаутом в 3-м раунде южноафриканца Рофиму Маеву из команды Африки.
4 февраля 2023 года Батыргазиев досрочно техническим нокаутом в 9-м раунде победил опытного экс-чемпиона мира по версии WBA из Панамы Хесреэля Корралеса (26-4).
28 июля 2023 года в Ханты-Мансийске одержал девятую победу над ранее не побежденным доминиканцем Франсисом Фрометой (17-0,11 КО) который был 15-м в рейтинге WBA. Альберт работал быстро кружа вокруг оппонента. Доминиканец периодически остро отвечал. Во второй половине боя темпе боя спал, но Батыргазиев все же сохранял активность и нить боя. В итоге все три рефери отдали победу россиянину: 99—91, 100—90, 97—93.

#### Бой с Эндером Луцесом
19 октября 2023 года в Перми на турнире UralFC 4 (Ural Fighting Championship) нокаутировал непобежденного венесуэльца Эндера Луцеса (20-0, 16 КО). По ходу боя Альберт выглядел лучше, более остро атаковал послав оппонента в нокдаун в 4 и 5 раунде, после второго падения соперник не смог встать после отсчета рефери.

#### Бой с Ласаро Альваресом
9 декабря 2023 года в рамках ежегодного конгресса Международной боксерской ассоциации (IBA) в Дубае прошёл очередной турнир «Ночь чемпионов IBA», где в главном бою вечера встретился с трёхкратным олимпийским призёром и трёхкратным чемпионом мира в любителях Ласаро Альваресом (6-0) из Кубы.
Батыргазиев победил Альвареса со счетом: 97—93 и 98—92 дважды и стал первым профессиональным чемпионом мира IBA в категории до 60 кг. Начало и середина боя были конкурентными. Кубинец был не плох в контратакующей манере, но концовка осталась за российским боксером который был более успешен на средней и дальней дистанции. Бой не вошёл в официальный рекорд Батыргазиева.

#### Бой с Джоно Кэрроллом
12 июля 2024 года в Серпухове одержал уверенную победу над крепким ирландцем Джоно Кэрроллом (24-2-1) и завоевал титул «временного» чемпиона мира по версии WBA во втором полулегком весе. Первая половина был конкурентной, ирландец прессинговал и старался навязать открытый бокс, Альберт держал его на джебе и контратаковал. В 3-м раунде Батыргазиев пропустил мощный левый крюк, Джоно почувствовав шанс пытался добить, попал ещё несколько ударов, но Альберт выдержал. 4-й и 5-й отрезки прошли в зрелищной манере и с обоюдными разменами. Начиная с 6-го Альберт стал забирать бой себе вспомнив о дистанции и джебе. У Кэррола открылось рассечение и он всё больше пропускал на фоне усталости. Развязка наступила в девятом раунде, Альберт дважды отправил соперника в нокдаун и рефери остановил. После боя тренер и менеджер Эдуард Кравцов сообщил что они настраиваются на бой за полноценный титул WBA в этом весе против чемпиона Ламонта Роуча-младшего.

#### Бой с Альберто Пагарой
24 июля 2024 года WBA назначила проведение поединка между чемпионом мира во втором полулёгком весе (до 59 кг) американцем Ламонтом Роучем (25-1-1, 10 КО) и обладателем «временного» титула  Альбертом Батыргазиевым (11-0, 8 КО). Позже стало известно, что Роуч решил сразиться с чемпионом дивизионом выше Джервонтой Девисом поэтому чемпионский бой Батыргазиева и Роача состоится позднее, WBA дала на это срок - 120 дней.
17 октября этого же года в Уфе состоялся промежуточный бой с филиппинцем Альбертом Пагарой (35-1, 24 КО). Поединок выдался односторонний, Батыргазиев с первого раунда переигрывал оппонента в скорости. После четвёртого раунда Пагара отказался от продолжения, ссылаясь на травму локтя. ТКО 5 в пользу чемпиона. Бой не вошёл в основной рекорд Батыргазиева.

#### Бой с Нери Ромеро
7 марта 2025 года в Москве на боксёрском турнире «Ночь чемпионов IBA» проведёт промежуточный бой против небитого аргентинца Нери Ромеро (18-0, КО 10). 36-летний аргентинец дал серьёзный бой 26-летнему фавориту и едва не сделал апсет. Бой начался в высоком темпе на встречных курсах. Оба много выбрасывали и постоянно работали на ногах, Батыгазиеву удавалось забрасывать Ромеро большим количеством ударов периодически у него проходили  плотные попадания. В 3-м раунде зрители увидели рубку в которой Нери Ромеро дважды посылал фаворита в нокдаун. Это были первые нокдауны Батыргазиева в профессиональной карьере. В концовке третьего отрезка у аргентинца была ещё одна возможность послать на пол Алберта, но тот выстоял. В следующем раунде же Батыргазиев посылает в нокдаун аргентинца точной серией, но увлекшись атакой бьет оппонента после гонга. Рефери снимает с него балл. Счёт в раунде становится 9—8, а не 10—8. Последующие раунды проходили при преимуществе Батыргазиева, кроме пожалуй 8-го и близкого 9-го где Ромеро смог вскрыть сечку. Концовка осталась за Альбертом - он был более свеж, точен и многоударен. Судьи отдали победу фавориту: 115—109, 116—108 и 114—110.

## Статистика профессиональных боёв
В таблице перечислены результаты всех поединков боксёров.
В каждой строке указан результат поединка. Дополнительно номер поединка обозначен цветом, который обозначает итог поединка. Расшифровка обозначений и цветов представлена в нижеследующей таблице.
| Пример | Расшифровка                     |
| ------ | ------------------------------- |
|        | Победа                          |
|        | Ничья                           |
|        | Поражение                       |
|        | Планируемый поединок            |
|        | Поединок признан несостоявшимся |
| КО     | Нокаут                          |
| ТКО    | Технический нокаут              |
| PTS    | Решение судей (по очкам)        |
| UD     | Единогласное решение судей      |
| MD     | Решение большинства судей       |
| SD     | Раздельное решение судей        |
| RTD    | Отказ от продолжения боя        |
| DQ     | Дисквалификация                 |
| NC     | Поединок признан несостоявшимся |

| 13 поединков, 12 побед (8 нокаутом), 1 поражение.         | 13 поединков, 12 побед (8 нокаутом), 1 поражение. | 13 поединков, 12 побед (8 нокаутом), 1 поражение. | 13 поединков, 12 побед (8 нокаутом), 1 поражение. | 13 поединков, 12 побед (8 нокаутом), 1 поражение. | 13 поединков, 12 побед (8 нокаутом), 1 поражение. | 13 поединков, 12 побед (8 нокаутом), 1 поражение.                                                                      |
| Бой                                                       | Рекорд                                            | Дата                                              | Соперник                                          | Место боя                                         | Результат                                         | Данные о бое |
| --------------------------------------------------------- | ------------------------------------------------- | ------------------------------------------------- | ------------------------------------------------- | ------------------------------------------------- | ------------------------------------------------- | --- |
| 13                                                        | 12-1                                              | 2 июля 2025                                       | Джеймс Диккенс (35-5)                             | Rixos Tersane Istanbul, Стамбул, Турция           | KO 4 (12), 2:26                                   | Бой за титул временного чемпиона мира по версии WBA и титул чемпиона мира по версии IBA во 2-м полулёгком весе.        |
| ...                                                       |                                                   |                                                   |                                                   |                                                   |                                                   | |
| 10                                                        | 10-0                                              | 19 октября 2023                                   | Эндер Луцес (20-0)                                | УДС Молот, Пермь, Россия                          | KO 5 (10), 1:50                                   | Луцес один раз в нокдауне в четвертом раунде.                                                                          |
| 9                                                         | 9-0                                               | 29 июля 2023                                      | Франсис Фромета (17-0)                            | Арена-Югра, Ханты-Мансийск, Россия                | UD 10                                             | Счет: 97-93, 100-90, 99-91                                                                                             |
| 8                                                         | 8-0                                               | 4 февраля 2023                                    | Хэсреэль Корралес (26-4)                          | Дворец спорта «Надежда», Серпухов, Россия         | TKO 9 (10)                                        | Корралес один раз в нокдауне в первом раунде.                                                                          |
| 7                                                         | 7-0                                               | 11 ноября 2022                                    | Рикардо Нуньес (23-3)                             | УСК «Крылья Советов», Москва, Россия              | UD 10                                             | Счёт: 100-90, 99-91 (дважды).                                                                                          |
| 6                                                         | 6-0                                               | 2 апреля 2022                                     | Гайбатулла Гаджиалиев (8-2-1)                     | УСК «Крылья Советов», Москва, Россия              | UD 10                                             | Счёт: 99-91, 100-90 (дважды). Завоевал вакантные титулы чемпиона Евразии по версии EBP в лёгком весе.                  |
| Перешёл в лёгкий вес — 135 фунтов (до 61,24 кг).          |                                                   |                                                   |                                                   |                                                   |                                                   | |
| 5                                                         | 5-0                                               | 24 декабря 2021                                   | Франклин Мансанилья (20-7)                        | УСК «Крылья Советов», Москва, Россия              | TKO 4 (10), 2:25                                  | Завоевал вакантные титулы чемпиона по версии IBF Inter-Continental и чемпиона Евразии по версии EBP в полулёгком весе. |
| 4                                                         | 4-0                                               | 11 октября 2021                                   | Суат Лазе (25-7-1)                                | ДС «Салават Юлаев», Уфа, Россия                   | KO 2 (10), 1:57                                   | Завоевал вакантный титул чемпиона Европы по версии WBO European в полулёгком весе.                                     |
| 3                                                         | 3-0                                               | 29 января 2021                                    | Сибусисо Зинганге (14-3-2)                        | УСК «Крылья Советов», Москва, Россия              | TKO 7 (10), 2:07                                  | |
| Перешёл в полулёгкий вес — 126 фунтов (до 57,15 кг).      |                                                   |                                                   |                                                   |                                                   |                                                   | |
| 2                                                         | 2-0                                               | 22 августа 2020                                   | Эржан Тургумбеков (8-0-1)                         | Пирамида, Казань, Россия                          | TKO 10 (10), 1:38                                 | |
| 1                                                         | 1-0                                               | 3 июля 2020                                       | Армен Атаев (5-1-1)                               | УСК «Крылья Советов», Москва, Россия              | RTD 7 (10), 3:00                                  | Завоевал титул чемпиона по версии WBA Asia во 2-м полулёгком весе. Профессиональный дебют.                             |
| Бои во втором полулёгком весе — 130 фунтов (до 58,97 кг). |                                                   |                                                   |                                                   |                                                   |                                                   | |
| Бой                                                       | Рекорд                                            | Дата                                              | Соперник                                          | Место боя                                         | Результат                                         | Данные о бое |

## Спортивные результаты

### В любителях
Кикбоксинг
- Первенство Европы по кикбоксингу 2013 года — ;
- Первенство мира по кикбоксингу 2014 года — ;
- Первенство мира по кикбоксингу 2016 года (фулл-контакт, 57 кг) — ;
- Чемпионат России по кикбоксингу 2017 года (фулл-контакт, 60 кг) — .

Бокс
- Чемпионат России по боксу 2017 года — ;
- Чемпионат России по боксу 2018 года — ;
- Чемпионат России по боксу 2019 года — ;
- Чемпионат России по боксу 2020 года — .

### В профессионалах
- Чемпион Азии по версии WBA Asia во 2-м полулёгком весе (2020 — н. в.).

## Личная жизнь
По национальности — ногаец. Родился в селе Геметюбе Бабаюртовского района Республики Дагестан. Когда ему было шесть лет, его родители переехали в Нижневартовск. Мама работала воспитателем, а папа — пожарным. Родители никогда не были связаны со спортом. У него пять братьев: один старший и четверо младших. Бабушка, дяди, тёти, двоюродные братья и сёстры живут в селе Геметюбе Бабаюртовского района Республики Дагестан.

## Награды
- Орден Дружбы (11 августа 2021 года) — за большой вклад в развитие отечественного спорта, высокие спортивные достижения, волю к победе, стойкость и целеустремленность, проявленные на Играх XXXII Олимпиады 2020 года в городе Токио (Япония)[33].